# Eurypodogammarus helobius
Eurypodogammarus helobius is een vlokreeftensoort uit de familie van de Anisogammaridae. De wetenschappelijke naam van de soort is voor het eerst geldig gepubliceerd in 2005 door Hou, Morino & Li.